# Big Blue Marble
Big Blue Marble (La gran canica azul en España, La gran esfera azul en Hispanoamérica) fue un programa de televisión infantil con capítulos de media hora de duración que fue transmitido entre 1974 y 1983. Su contenido estaba basado en historias de niños de diversos lugares del mundo y un club de amigos por correspondencia para fomentar la comunicación intercultural. El programa era un claro ejemplo de multiculturalismo transmitiendo en Sci-Fi Channel.
Semanalmente un globo terráqueo cantante invitaba a los televidentes a escribir por correo al programa, al estilo de amigos por correspondencia (predecesor del correo electrónico). Las cartas debían ser enviadas a una dirección en Santa Bárbara (California) y estar escritas en inglés.
El personal de producción incluía al creador Harry Fownes, el productor Rick Berman (famoso por la serie Star Trek), los escritores Lynn Rogoff y Robert Wiemer, y los directores Joseph Consentino y Peter Hammer.
En 1974, A&M Records editó un álbum de canciones del show titulado Big Blue Marble con número de registro SP-3401.
Fundada por la ITT (International Telephone & Telegraph), Big Blue Marble fue transmitida en varias estaciones televisivas, incluyendo PBS, en Estados Unidos y Canadá. Hoy, C/F International posee los derechos de la serie. También fue transmitida en varios países de Hispanoamérica.

## Tema principal

### Primera versión
The Earth's a Big Blue Marble when you see it from out there.
The sun and moon declare our beauty's very rare.
Folks are folks and kids are kids we share a common name.
We speak a different name but work and play the same.
We sing pretty much alike, enjoy Spring pretty much alike;
Peace and love we all understand and laughter, we use the very same brand.
Our differences, our problems from out there there's not much trace.
Our friendships they can place while looking at the face of the Big Blue Marble in space.
(como fue conocida en español)
La Tierra es una esfera si de la Luna la ves.
Es una esfera azul de belleza sin igual.
Los grandes y los niños compartimos el planeta
Pensamos diferente, pero es la misma meta.
Podemos cantar igual... disfrutar casi todo igual
La paz y el amor nos unirán, entonces habrá felicidad
Los problemas que tenemos desde allá nadie los ve
En cambio la amistad nos envuelve como tul, en la gran Esfera Azul

### Segunda versión
The Earth's a Big Blue Marble when you see it from out there...
Closer, getting closer, perspectives start to change things look a little strange, as we get closer.
Closer, growing closer, no need to be afraid our troubles start to fade, as we get closer.
Together is a word we must learn to understand, if we ever want to get to know each other better.
Together is a word that holds tomorrow in its hand, tomorrow's just another day to get together, and...
Get closer, closer, closer, closer...

### Reconocimientos
- Peabody award (1975)
- Premios Emmy (múltiple)